# Festival di Cannes 1966
La 19ª edizione del Festival di Cannes si è svolta a Cannes dal 5 al 20 maggio 1966.
La giuria presieduta dall'attrice italiana Sophia Loren ha assegnato il Grand Prix per il miglior film ex aequo a Signore & signori di Pietro Germi e Un uomo, una donna di Claude Lelouch.

## Selezione ufficiale

### Concorso
- Con el viento solano, regia di Mario Camus (Spagna)
- Fame (Sult), regia di Henning Carlsen (Danimarca/Norvegia/Svezia)
- Barev, yes em, regia di Frunze Dovlatyan (Unione Sovietica)
- Operazione diabolica (Seconds), regia di John Frankenheimer (USA)
- Signore & signori, regia di Pietro Germi (Italia/Francia)
- Alfie, regia di Lewis Gilbert (Gran Bretagna)
- I disperati di Sandór (Szegénylegények), regia di Miklós Jancsó (Ungheria)
- Le pipe (Dymky), regia di Vojtěch Jasný (Austria/Cecoslovacchia)
- Il faraone (Faraon), regia di Jerzy Kawalerowicz (Polonia)
- Il dottor Zivago (Doctor Zhivago), regia di David Lean (USA)
- Un uomo, una donna (Un homme et une femme), regia di Claude Lelouch (Francia)
- Modesty Blaise - La bellissima che uccide (Modesty Blaise), regia di Joseph Losey (Gran Bretagna)
- L'armata Brancaleone, regia di Mario Monicelli (Italia)
- La sommossa (Rascoala), regia di Mircea Mureșan (Romania)
- Uccellacci e uccellini, regia di Pier Paolo Pasolini (Italia)
- Morgan matto da legare (Morgan: A Suitable Case for Treatment), regia di Karel Reisz (Gran Bretagna)
- E il diavolo ha riso (Mademoiselle), regia di Tony Richardson (Francia/Gran Bretagna)
- Suzanne Simonin la religiosa (La religieuse), regia di Jacques Rivette (Francia)
- A hora e a vez de Augusto Matraga, regia di Roberto Santos (Brasile)
- Es, regia di Ulrich Schamoni (Germania)
- I turbamenti del giovane Törless (Der junge Törless), regia di Volker Schlöndorff (Germania/Francia)
- Ön, regia di Alf Sjöberg (Svezia)
- Ceneri sulla grande armata (Popioly), regia di Andrzej Wajda (Polonia)
- Falstaff (Campanadas a medianoche), regia di Orson Welles (Francia/Spagna/Svizzera)
- Lenin in Polonia (Lenin v Polshe), regia di Sergei Yutkevich (Unione Sovietica/Polonia)

## Settimana internazionale della critica
- Fata Morgana, regia di Vicente Aranda (Spagna)
- Le Père Noël a les yeux bleus, regia di Jean Eustache (Francia)
- Gyerekbetegségek, regia di Ferenc Kardos e János Rózsa (Ungheria)
- To bloko, regia di Adonis Kyrou (Grecia)
- L'uomo non è un uccello (Covek nije tica), regia di Dušan Makavejev (Jugoslavia)
- O desafio, regia di Paulo Cesar Saraceni (Brasile)
- Il coraggio quotidiano (Kazdy den odvahu), regia di Evald Schorm (Cecoslovacchia)
- Winter Kept Us Warm, regia di David Secter (Canada)
- La nera di... (La noire de...), regia di Ousmane Sembène (Francia/Senegal)
- Nicht versöhnt oder Es hilft nur Gewalt wo Gewalt herrscht, regia di Jean-Marie Straub (Germania)

## Giuria
- Sophia Loren, attrice (Italia) - Presidente della giuria
- Marcel Achard, scrittore (Francia)
- Vinícius de Moraes, compositore (Brasile)
- Tetsuro Furukaki, scrittore (Giappone)
- Maurice Genevoix, scrittore (Francia)
- Jean Giono, scrittore (Francia)
- Maurice Lehmann, regista (Francia)
- Richard Lester, regista (Gran Bretagna)
- Denis Marion, critico (Belgio)
- André Maurois, scrittore (Francia)
- Marcel Pagnol, scrittore (Francia)
- Youli Raizman, regista
- Armand Salacrou, scrittore (Francia)
- Peter Ustinov, attore (Gran Bretagna)

## Palmarès
- Grand Prix (Grand Prix del ventesimo anniversario): Signore & signori, regia di Pietro Germi (Italia/Francia) ex aequo Un uomo, una donna (Un homme et une femme), regia di Claude Lelouch (Francia)
- Premio speciale della Giuria: Alfie, regia di Lewis Gilbert (Gran Bretagna)
- Premio del ventesimo anniversario: Falstaff (Campanadas a medianoche), regia di Orson Welles (Francia/Spagna/Svizzera)
- Prix d'interprétation féminine: Vanessa Redgrave - Morgan matto da legare (Morgan: A Suitable Case for Treatment), regia di Karel Reisz (Gran Bretagna)
- Prix d'interprétation masculine: Per Oscarsson - Fame (Sult), regia di Henning Carlsen (Danimarca/Norvegia/Svezia)
- Prix de la mise en scène: Sergei Yutkevich - Lenin in Polonia (Lenin v Polshe) (Unione Sovietica/Polonia)
- Grand Prix tecnico: Falstaff (Campanadas a medianoche), regia di Orson Welles (Francia/Spagna/Svizzera)
- Premio per la migliore opera prima: La sommossa (Rascoala), regia di Mircea Mureșan (Romania)
- Premio FIPRESCI: I turbamenti del giovane Törless (Der junge Törless), regia di Volker Schlöndorff (Germania/Francia)
- Premio OCIC: Un uomo, una donna (Un homme et une femme), regia di Claude Lelouch (Francia)
- Menzione speciale a Totò per la sua interpretazione nel film Uccellacci e uccellini di Pier Paolo Pasolini (Italia)